# Doğanşar
Doğanşar (ehemals İpsile) ist eine Stadt und Hauptort des gleichnamigen Landkreises (İlçe) in der zentralanatolischen Provinz Sivas der Türkei. Der Ort liegt 100 Straßenkilometer (Luftlinie: 68 km) nordöstlich der Provinzhauptstadt Sivas und wurde lt. Stadtsiegel im Jahre 1953 zur Gemeinde (Belediye) erhoben.
Der Landkreis Doğanşar liegt im Norden der Provinz und grenzt im Südwesten an den Kreis Hafik, im Südosten und Osten an den Kreis Zara, im Nordosten an den Kreis Koyulhisar sowie im Westen und Nordwesten an die Provinz Tokat.
Doğanşar hatte verschiedene Zugehörigkeiten, ursprünglich zu Tokat, danach zu Sivas (1870), ab 1872 zu Hafik und ab dem 9. Mai 1990 ein eigener Kreis (Gesetz Nr. 3644). Der Bucak Doğanşar hatte bei der letzten Volkszählung vor der Gebietsänderung (1985) eine Bevölkerung von 7.665 Einwohnern, was einem Anteil von 18,65 % der Bevölkerung des Kreises Hafik entsprach. Nach der Eigenständigkeit wurden bei der nächsten Volkszählung (1990) 8.324 Einwohner gezählt: 3.903 in den 23 Dörfern und 4.421 in der Kreisstadt.
Neben der Kreisstadt besteht der Kreis Ende 2020 aus 26 Dörfern (Köy) mit durchschnittlich 57 Bewohnern. Größtes Dorf mit 221 Einwohnern ist Çatpınar, alle anderen Dörfern haben weniger als 100 Einwohner. Die Bevölkerungsdichte ist niedrig (7,5 Einw. je km²), der städtische Bevölkerungsanteil liegt bei 46,37 Prozent.